# Cantó de Droué
El cantó de Droué és un cantó francès del departament de Loir i Cher, situat al districte de Vendôme. Té 12 municipis i el cap és Droué.

## Municipis
- Bouffry
- Boursay
- La Chapelle-Vicomtesse
- Chauvigny-du-Perche
- Droué
- Fontaine-Raoul
- La Fontenelle
- Le Gault-Perche
- Le Poislay
- Romilly
- Ruan-sur-Egvonne
- Villebout

## Història
| Data d'elecció                           | Identitat          | Partit                       | Qualitat |
| ---------------------------------------- | ------------------ | ---------------------------- | -------- |
| 1945-1964                                | Adrien Coursimault | radical                      |          |
| 1964-198.                                | Paul Bourdier      | RI, després UDF              |          |
| 198.-1994                                | Jacky Mercier      | Divers droite, després UDF   |          |
| 1994-                                    | Maurice Leroy      | UDF, després NC, després FED |          |
| les dades anteriors no són pas conegudes |                    |                              |          |
|                                          |                    |                              |          |

## Demografia
| A partir de 1990: Població sense dobles comptes |